# عبد الرضا باقر
عبد الرضا باقر (1948 -) فنان تشكيلي كويتي.

## العضويات
- عضو الجمعية الكويتية للفنون التشكيلية
- عضو الرابطة الدولية للفنون بباريس
- عضو الاتحاد العام للفنانين التشكيليين العرب 1968-1990
- عضو فرقة المسرح العربي
- عضو رابطة الحرف اليدوية لقارة آسيا[1]

## معارض
شارك في عدة معارض جماعية وفردية متنوعة، منها:
- معارض الجمعية الكويتية للفنون التشكيلية منذ عام 1968
- معارض المتحف الوطني الجديد 1983
- معرض السيدات الأميركيات
- معرض جماعي في صالة بوشهري
- مهرجان الفنون الصغيرة مارس 2006
- معرض مائيات كويتية مايو 2006
- مهرجان الكويت للإبداع التشكيلي فبراير 2007.

كما شارك في معارض في عدة بلدان عربية وأجنبية، منها لبنان والبحرين واليمن والعراق وتونس ومصر والجزائر وليبيا والسعودية والإمارات واليونان ويوغوسلافيا واليابان والهند وروسيا.

## جوائز وتكريمات
حصل على تسع ميداليات ذهبية من معارض الجمعية الكويتية للفنون التشكيلية، والشراع الذهبي من معرضي الكويت السادس والسابع، وشهادة تقدير من المعرض العام الخامس عشر، وشهادة تقدير من معارض متنوعة في المغرب وليبيا وقطر.
كما فاز بجائزة الجيل الأول بمعرض القرين الثقافي السابع للفن التشكيلي، وحاز جائزة معرض القرين 2002، وجائزة معرض 25 فبراير 2004، وجائزة مهرجان الربيع الخامس 2012، كما حصد جائزة الدولة التقديرية في مجال الفنون التشكيلية لعام 2020.